# بنزوات ميترونيدازول

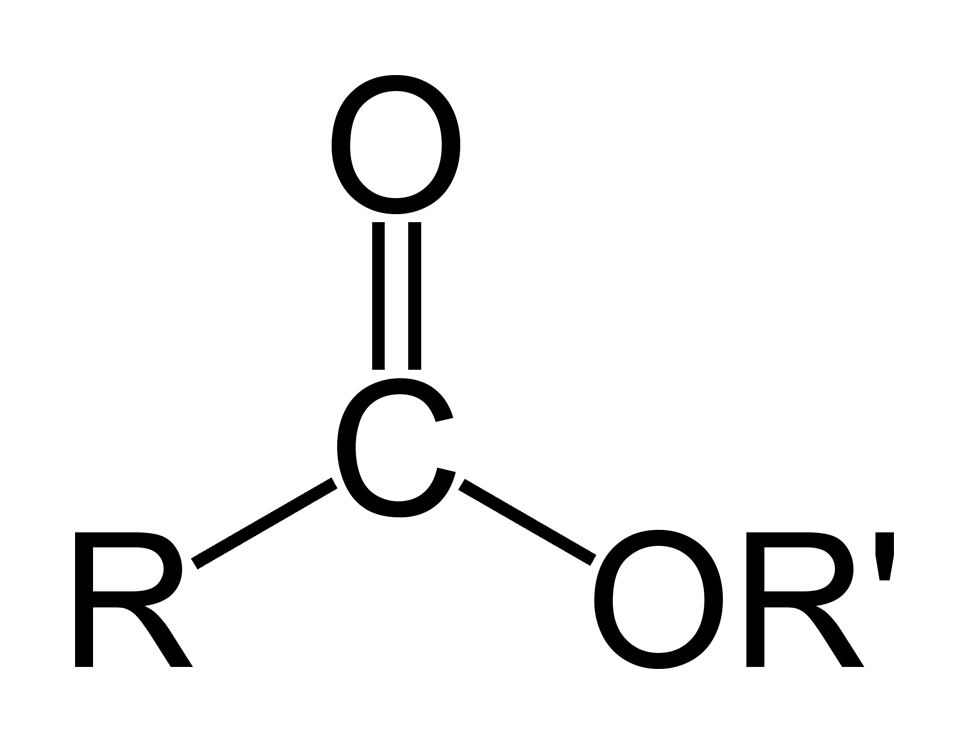
الصيغة العامة للاسترات

ميترونيدازول بنزوات - أو بنزوات الميترونيدازول (بالإنجليزية: Metronidazole Benzoate) عبارة عن دواء.(C13H13N3O4) يوجد في صورة كبسولات، أقراص ومعلق (200 مليجرام / 5 مل) يؤخذ عن طريق الفم يستخدم في علاج الالتهابات البكتيرية والفطرية.

## مقدمة
العقاقير والأدوية من أهم الأشياء المؤثرة علي حياة الإنسان وخاصة في وقتنا الحاضر نتيجة لتفشي الأمراض, بما أن تعاطي الدواء يؤثر مباشرة علي حياة الإنسان ,وتتأثر العقاقير بالظروف الطبيعية والبيئية مثل درجة الحرارة والأشعة الضوئية، والرطوبة. نجد ان الميترنيويندازول بنزوات عند إجراء دراسات الثبات له في شكله الصلب والسائل وجد أنه يتأثر بالضوء وأشعة الشمس تاثيراً مباشراً.

### تخليق البنزويل ميترونيدازول
تم تخليق البنزويل ميترونيدازول كبديل للميترونيدازول في أدوية شراب الأطفال وهو مركّب مضاد للجراثيم ومضاد للأوالي من مشتقات نترو ايميدازول يستخدم في معالجة العدوى بالجراثيم اللاهوائية والأوالي بيد أنه له طعم مرير، وأنه غير مستساغ ولا يجد القبول من المرضى الأطفال أو صغار السن. لذلك تم تخليق استر الميترونيدازول بنزوات وهو لاطعم له مما يجعله مستساغا لدى الصغار وواسع الاستعمال.

## كيمياء بنزوات الميترونيدازول

### الخواص الفيزيائية
ميترونيدازول بنزوات عبارة عن مسحوق بلوري أبيض أو أصفر فاتح عديم الرائحة، والمذاق تقريبا قابل للذوبان في ثنائي كلورو ميثان، والكلوروفورم، والأسيتون قليل الذوبان في الإيثانول، غير قابل للذوبان تقريبا في الماء. درجة انصهاره ℃99 - ℃102.

### الخواص الكيميائية
حساس يتاثر بالضوء وخاصة أشعة الشمس المباشرة يحتوي على ما لا يقل عن 98.5 في المائة ولايزيد من 101.0 في المائة من C13H13N3O4، محسوبة على أساس انها مجففة.
الميترنيويندازول بنزوات من الاسترات وهي المركبات الكيميائية العضوية التي تحتوي على الكربون العضوي، والصيغة العامة لها كالتالي ´R-COO-R 
تتشكل الاسترات بتفاعل حمض أكسيدي (يحتوي على زمرة الأوكسو X=O) مع مركب هيدروكسيل مثل الكحول أو الفينول. تتشكل الاسترات عادة من الحموض اللاعضوية أو الحموض العضوية حيث يستبدل زمرة -O-ألكيل (ألكوكسي) التي تأتي عادة من الاخماض الكربوكسيلية أو الكحولات بزمرة الهيدروكسيل -OH. الاسترات هي مركبات محايدة، على عكس الأحماض التي تتشكلها. في التفاعلات النموذجية، يتم استبدال مجموعة الوكسي (OR') من استر من قبل مجموعة أخرى.

### التفاعلات
أحد هذه التفاعلات التحلل المائي، «انشطار بالماء.» يتم تحفيز التحلل المائي للاسترات من قبل أي حمض أو قاعدة.

يمكن ان يكون تحلل بنزوات الميترونيدازول المائي بحمض الهيدروكلوريك كالاتي:
عند استخدام قاعدة (مثل هيدروكسيد الصوديوم [NaOH] أو هيدروكسيد البوتاسيوم [KOH]) ليحلمه استر، المنتجات ملح الكاربوكسيلات والكحول.

## الخواص الطبية
يملك فعالية تجاه الجراثيم اللاهوائية والأوالي حيث يستخدم لعلاج الانتانات المتسببة من الأوالي مثل داء الأميبات، داء القربيات، داء الجيارديات، داء المشعرات.
هو طليعة دواء تتحول داخل الجرثومة اللاهوائية بواسط الأنزيم redox pyruvate]]-ferredoxin oxidoreductase.
فإن مجموعة nitro الخاصة بالميترونيدازول تختزل كيميائيا بواسطة ferredoxin أو ferredoxin-linked metabolic process
والناتج مسؤول عن إفساد(DNA helical structure) وينتج إحباط تخليق الحامض النووي للميكروب، أو الجرثومة.[بحاجة لمصدر]

## مضادات الاستطباب
1. في حالة ان المريض يواجه غسيل الكلى، يجب أن أخذ الجرعة من بنزوات الميترونيدازول مباشرة بعد دورة غسيل الكلى الخاصة به.
2. في حالة ان المريض لديه مشاكل في الكبد.
3. في حالة ان المريض لديه مشاكل عصبية.

## المحازير في حالة بنزوات الميترونيدازول
1. قد يتفاعل مع الكحول هذا الدواء, لذلك يجب أن لا تشرب أي نوع من الكحول إذا كنت تأخذ هذا الدواء. لمدة 48 ساعة على الأقل بعد تناول الجرعة الأخيرة من بنزوات ميترونيدازول.
2. لا ينصح باستخدام هذا الدواء أثناء الحمل. يجب على المرأة أن لا تأخذ هذا الدواء أثناء الحمل دون استشارة الطبيب وهو الذي يحدد أن كانت في حاجة إليها وذلك بعد مناقشة الظروف الشخصية مع الطبيب إذا كانت حاملا أو تريد أن تصبح حاملا.
3. لا ينصح بالرضاعة الطبيعية أثناء تناول هذا الدواء. يجب على المرأة أن لا تأخذ هذا الدواء اثناء الرضاعة الطبيعية، الا إذا كانت هنالك نصيحة من الواصف الخاص.
4. الأدوية التالية قد تتفاعل مع بنزوات الميترونيدازول: 5- فلورويوراسيل | بوسلفان | السيكلوسبورين | ديسفلفرام | الليثيوم | الفينوباربيتال | الفينيتوين.
5. إذا واجهت أي آثار غير عادية في حين أخذ هذا الدواء بلغ المختص.[13]

## دراسات الثبات
دراسات الثبات للمنتجات الصيدلانية هي سلسلة من الاختبارات المصممة للحصول على معلومات على استقرار المنتجات الصيدلانية من أجل تحديد مدة صلاحيتها وفترة الاستخدام المحددة في إطار التعبئة وظروف التخزين. وينبغي تحديد عمر الرف أو العمر الافتراضي مع إيلاء الاعتبار الواجب للظروف المناخية التي يعيشها المنتج ويتم تسويقها. وذلك من أجل سلامة المريض والإدارة الرشيدة لإمدادات الأدوية، ومن المهم جدا إظهار تاريخ انتهاء الصلاحية، وكذلك من الضرورة معرفة ظروف وحالة التخزين، ولذلك يجب ان يشار اليها على الملصق الدوائي.

## وصلات خارجية
- http://www.nhs.uk/medicine-guides
- http://www.pharmacopoeia.co.uk/ The British Pharmacopoeia 2013
- http://www.usp.org